# Aidomyia tomentosa
Aidomyia tomentosa är en tvåvingeart som beskrevs av James 1977. Aidomyia tomentosa ingår i släktet Aidomyia och familjen vapenflugor. Inga underarter finns listade i Catalogue of Life.